# Улленс, Ги
Барон Ги Франсуа Эдуар Мари Улленс де Схотен Веттналл (нидерл. Guy François Edouard Marie Ullens de Schooten Whettnall; 31 января 1935, Сан-Франциско, Калифорния — 19 апреля 2025, Ohain, Валлония) — бельгийский коллекционер и меценат, бывший бизнесмен.

## Биография

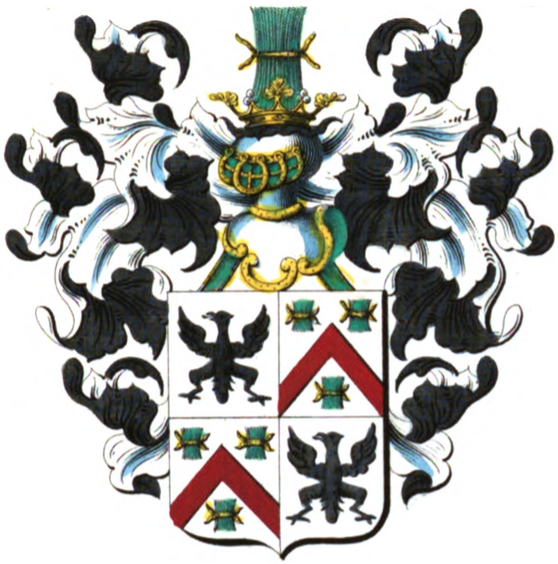
Герб рода Улленсов

Родился 31 января 1935 года в Сан-Франциско, штат Калифорния, и был третьим ребёнком в семье бельгийского дипломата барона Jean Marie Joseph Anne Mathilde Alphonse Ullens de Schooten Whettnall (1897—1950), происходившего из голландского рода Улленс. Его мать — член Королевского географического общества баронесса Marie Thérèse Pauline Francis Ullens de Schooten Whettnall (урожденная Wittouck, 1905—1989), происходила из благородного бельгийского семейства Виттук и была дочерью сахарного магната Феликса Виттука. Семья после рождения Гая переехала в Осло, где его отец занял дипломатическую должность исполняющего обязанности министра по делам Бельгии. В течение Второй мировой войны семья была вынуждена оставаться в Берлине, прежде чем переехать в Брюссель. После войны они жили в Индии и Пакистане, в 1948 году отправились в Иран.
После получения юридической степени в Католическом университете Лёвена в 1958 году, Гай Улленс получил степень магистра делового администрирования в Стэнфордском университете в 1960 году. Начал работать в компании Eurocan в Мехелене, Бельгия, которая специализировалась на производстве металлических упаковок для консервированных продуктов питания и напитков. В 1973 году он присоединился к руководству семейной компании R. T. Holding — конгломерата в пищевой промышленности, где в качестве генерального директора сыграл важную роль в экспансии компании в Азию. В 1989 году Raffinerie Tirlemontoise была продана немецкой компании Südzucker за 1 млрд евро.
Доходы от продажи были инвестированы в предприятия пищевой промышленности через холдинговую компанию Artal Group, в которой Улленс занимал пост президента и генерального директора. В 1999 году, после изменения стратегии, Artal вошла в текстильную промышленность, купив французскую компанию Albert, и взяла под свой контроль компанию Weight Watchers International за 735 миллионов долларов США, выкупив в сентябре 1999 года у Heinz 94% акций Weight Watchers. Впоследствии Artal Group впоследствии заработала 3,8 млрд долларов США, продав часть акций и сохранив за собой 52% контрольного пакета Weight Watchers.
Был награждён орденами Почетного легиона (офицер, 4 июня 2003 года; командор, 1 февраля 2010 года) и Ордена Леопольда II (командор, 5 октября 2011 года).

### Филантроп и коллекционер
В 2000 году Гай Улленс ушел из бизнеса, чтобы посвятить себя благотворительным проектам вместе со своей второй женой Мириам Улленс. В 2002 году они основали фонд Guy & Myriam Ullens Foundation, одной из первых задач которого было спонсирование и организация выставок китайского искусства.
Гай и Мириам Улленс помогли детям в Непале, создав детские дома и два центра интенсивной терапии для детей с недоеданием. Они также основали Ullens School в Катманду, сотрудничая с колледжем Bank Street College для обучения непальских учителей. Школа Улленса в Катманду — единственная школа в Непале, получившая сертификат IB.
В начале 1980-х годов Гай Улленс собрал коллекцию китайского искусства, которая является одной из крупнейших в мире, и к 2007 году насчитывала около 1700 произведений. Она управляется Guy & Myriam Ullens Foundation. В 2007 году фонд основал в Китае Центр современного искусства UCCA — чтобы создать этот музей, Улленс продал свою коллекцию акварельных картин Уильяма Тёрнера за 10,76 миллионов фунтов стерлингов на аукционе Sotheby's в Лондоне в июле 2007 года. Музей UCCA стал первым некоммерческим арт-центром в Китае, посвященным современному искусству.
На аукционе Sotheby’s в Гонконге в апреле 2011 года были представлены 106 произведений из коллекции Гая Улленса, на котором триптих «Forever Lasting Love», выполненный маслом в 1988 году Чжаном Сяоганом, был продан за 79 миллионов гонконгских долларов (10,1 миллиона долларов США), что стало рекордной ценой для произведения современного искусства из Китая.
На этом же аукционе в октябре Улленс выставил на продажу работы Чэня Ифэя «Red Flag 1» (1971) и «The Last Supper» (2001) Цзэна Фаньчжи — это произведение было продано за 23,3 миллиона долларов США, установив новый рекорд для современного азиатского искусства.

### Личная жизнь
В 1955 году Гай Улленс женился на Мишлин Франкс (Micheline Franckx, 1932—2015). У них было четверо детей, и они развелись в 1999 году.
В 1999 году Улленс женился на Мириам, бельгийском предпринимателе и филантропе, у которой двое детей от прежнего брака.
Гай Улленс являлся яхтсменом и владеет 170-футовой (51,77 м) алюминиевой яхтой с флайбриджем Red Dragon II, интерьер которой разработан французским дизайнером Жаном-Мишелем Вильмоттом. Построенная компанией Alloy Yachts в Новой Зеландии в 2007 году и введённая в эксплуатацию в 2008 году, яхта была выставлена на продажу за 28 миллионов долларов США в 2015 году.
Улленс жил в курортном городке Вербье на юго-западе Швейцарии, где был членом оргкомитета Музыкального фестиваля Вербье. Его состояние согласно Het Laatste Nieuws, оценивалось в € 250—330 млн в 2012 году.
Умер 19 апреля 2025 года в возрасте 90 лет.